# Sex-akademiet
Sex-akademiet, også kaldet Femi-X and Beyond, er en dokumentarfilm og undervisnings-dvd fra 2004, skabt med det formål at hjælpe kvinder med seksuelle problemer. Den er skrevet og instrueret af Nicolas Barbano, har Joan Ørting som vært og er produceret af Innocent Pictures i samarbejde med medicinalfirmaet Medic House. Dvd'en benytter computer-animation til at vise, hvordan kvinden opnår størst erotisk stimualtion, mulighed for graviditet, etc. Fremstillingen bygger på forskning af den danske læge dr. Lasse Hessel, der i 1991 som den første brugte ultralyd til at studere, hvad der sker inde i kvindens krop under et samleje, oprindeligt dokumenteret i fagbogen Kærlighedens vindue (1991). Dvd’en er på dansk og engelsk og indeholder tre bonusprogrammer samt tre valgbare kommentarlydspor.

## Modtagelse
Tidens Kvinder gav dvd'en 5 ud af 6 i kategorien "generel vurdering" og 5 ud af 6 i kategorien "kvindeappeal".
Bladets dvd-anmelder skrev i Tidens Kvinder nr. 5, 2008: “Sex-akademiet er en film lavet KUN til kvinder for at give inspiration, viden og lyst til et lækkert sexliv. Og det er lige præcis, hvad filmen gør. [...] Filmen formår at levere god og brugbar undervisning samtidig med, at den faktisk er ganske fræk. Når man ser den, får man både en vigtig indføring i, hvordan man rammer lige præcis de punkter, der sender én til skyerne, og samtidigt giver filmen én lyst til at gå i gang med det samme.”